# بخش مرکز (شهرستان مورگان، اوهایو)
بخش مرکز (به انگلیسی: Center Township) یک منطقهٔ مسکونی در ایالات متحده آمریکا است که در شهرستان مورگان، اوهایو واقع شده‌است.
 بخش مرکز ۸۳٫۷ کیلومتر مربع مساحت و ۶۵۲ نفر جمعیت دارد و ۲۱۶ متر بالاتر از سطح دریا واقع شده‌است.